# Acanthodelta apinigra
Acanthodelta apinigra är en fjärilsart som beskrevs av François Louis Nompar de Caumont de Laporte 1979. Acanthodelta apinigra ingår i släktet Acanthodelta och familjen nattflyn. Inga underarter finns listade i Catalogue of Life.